# 山岡站
山岡站（日语：／ Yamaoka eki */?）是位於岐阜縣惠那市山岡町田澤，明知鐵道的明知線車站。車站編號為3。

## 歷史
- 1934年（昭和9年）6月24日 - 國鐵明知線 岩村至明知之間開通，遠山站（日语：／）啟用[1]。當時車站為一般車站。
- 1956年（昭和31年）12月20日 - 車站改名為山岡站[1]。
- 1974年（昭和49年）12月1日 - 終止車載貨物與行李起卸業務，變為純旅客車站。同時此站成為無人車站。
- 1985年（昭和60年）11月16日 - 明知線由明知鐵道承繼[1]。
- 2014年（平成26年）3月15日 - 時間表修正起，急行大正浪漫號（日语：大正ロマン号）開始停靠此站。
- 2014年（平成26年）7月26日 - 站前的山岡站 Kantenkan重開。

## 車站構造
車站是一座地面車站，設有1面1線單式月台。此站是無人車站。曾經此站設有1面2線的島式月台。在1988年起，部分時期車站大樓用作成為補習社。

## 使用狀況
| 年度               | 1日平均乘車人次 | 1日平均乘車人次 |
| ------------------ | --------------- | --------------- |
| 2011年（平成23年） | 71              |                 |
| 2012年（平成24年） | 76              |                 |
| 2013年（平成25年） | 65              |                 |
| 2014年（平成26年） | 67              |                 |
| 2015年（平成27年） | 63              |                 |
| 2016年（平成28年） | 55              |                 |

## 車站周邊
- 寒天村公園
- 國道363號（日语：国道363号）

## 巴士路線
- 惠那市自主運行巴士

## 相鄰車站
明知鐵道
明知線
花白溫泉（4）－山岡（3）－野志（2）

## 注腳
1. 1 2 3 4  曾根悟（監修）. 朝日新聞出版分冊百科編集部（編集） , 编. . 週刊朝日百科. 26号 長良川鉄道・明知鉄道・樽見鉄道・三岐鉄道・伊勢鉄道. 朝日新聞出版. 2011-09-18: 13頁 （日语）.